# Южна (Уфимський район)
Ю́жна (рос. Южная, башк. Южная) — присілок у складі Уфимського району Башкортостану, Росія. Входить до складу Русько-Юрмаської сільської ради.
До 2008 року присілок називався Волково.
Населення — 7 осіб (2010; 12 в 2002).
Національний склад:
- росіяни — 100 %